# Sune Haglund
Karl Sune Haglund, född 30 augusti 1917 i Stockholm, död 6 oktober 2010 i Stockholm, var en svensk boktryckare, moderat politiker och borgarråd.
Haglund blev boktryckarmästare 1950, var verkställande direktör i Haglund & Ericson Boktryckeri AB 1942–1980 och därefter styrelseordförande. Han var borgarråd för fastighetsroteln 1979–1982 och för stadsbyggnadsroteln 1982–1985. 
Haglund var drivande bakom uppförandet av tornbyggnaden Söder torn på Södra stationsområdet på Södermalm i Stockholm, vilken i folkmun fått namnet “Haglunds pinne”. Han är begravd på Katarina kyrkogård i Stockholm.